# Museo nazionale di Beirut
Il Museo nazionale di Beirut (in arabo  متحف بيروت الوطنيّ‎?, Matḥaf Bayrūt al-waṭanī) è il principale museo archeologico del Libano, inaugurato ufficialmente nel 1942. Il museo possiede oltre 100.000 opere, la maggior parte dei quali sono reperti antichi e medievali.
Durante la guerra civile libanese, scoppiata nel 1975, il museo si trovava lungo la linea del conflitto. La facciata del museo in stile neoegiziano e la sua collezione hanno subito ingenti danni durante la guerra. Al giorno d'oggi, a seguito di un imponente intervento di restauro durato fino al 2000, il Museo nazionale di Beirut ha ritrovato il suo prestigio e ospita circa 1.300 reperti, databili dalla preistoria fino all’epoca mamelucca medievale.
Durante l'invasione israeliana del Libano del 2024, l'UNESCO ha rafforzato la protezione di 34 siti culturali in Libano, tra cui il Museo nazionale di Beirut, per salvaguardarli da eventuali danni.

## Storia

### Fondazione
Nel 1919, un piccolo gruppo di reperti antichi raccolti da Raymond Weill, un ufficiale francese di stanza in Libano, furono esposti in un museo provvisorio presso le Diaconesse tedesche di Kaiserswerth, in via Picot, a Beirut. Nel frattempo, varie organizzazioni per la tutela del patrimonio artistico iniziarono a raccogliere oggetti provenienti da Beirut, dagli scavi archeologici di Georges Contenau a Sidone e da quelli organizzati da Ernest Renan a Sidone, Tiro e Biblo. La collezione iniziale aumentò rapidamente, anche grazie a contributi privati, tra cui la collezione di monete donata da Henry Seyrig, ma anche dal generale Maxime Weygand nel 1925 e quella postuma di George Alfred Ford nel 1930.
Nel 1923 fu istituito un comitato con l’obiettivo di raccogliere fondi per costruire un museo su un terreno situato lungo la strada per Damasco. Il comitato fu guidato da Bechara El Khoury, allora primo ministro e ministro dell'istruzione e delle belle arti. Il comitato accettò i progetti presentati dagli architetti Antoine Nahas e Pierre Leprince-Ringuet e i lavori di costruzione iniziarono nel 1930 su un terreno donato dalla municipalità vicino all'ippodromo di Beirut. L'inaugurazione del museo, inizialmente prevista per il 1938, fu rinviata a causa del contesto politico che precedette la seconda guerra mondiale. Aperto ufficialmente nel 1942, il museo accolse gli uffici e le antichità in una piccola sala in un nuovo edificio come soluzione provvisoria in attesa dell’inaugurazione ufficiale.
Sotto la guida del curatore Mir Maurice Chehab, il museo conobbe una fase iniziale di grande prosperità, accogliendo ogni anno migliaia di turisti e studiosi e accogliendo un ricco patrimonio di reperti.

### Chiusura e devastazione
Nel 1975, con lo scoppio della guerra civile, Beirut fu divisa in due zone contrapposte. Il Museo nazionale si trovava sulla linea di demarcazione che separava le fazioni in guerra. A causa della sua posizione, il museo subì pesanti bombardamenti, fu presto chiuso, e l'edificio usato come posto di blocco controllato da milizie libanesi, siriane o israeliane.
Le prime misure di protezione all'interno del museo furono avviate dallo stesso Mir Maurice Chehab, curatore del museo, e da sua moglie. I piccoli reperti vulnerabili vennero rimossi dalle loro vetrine e nascosti nei magazzini del seminterrato, che vennero poi murati, impedendo qualsiasi accesso ai piani inferiori. Al piano terra, i mosaici installati sul pavimento furono ricoperti da uno strato di cemento e statue e sarcofagi furono rivestiti da sacchi di sabbia. Durante la fase più violenta della guerra civile attorno al 1982, i manufatti più pesanti vennero racchiusi in legno e cemento.
Quando venne dichiarato il cessate il fuoco definitivo nel 1991, il museo era quasi completamente distrutto e ulteriormente danneggiato da allagamenti di acqua piovana. Gli esterni furono danneggiati da colpi di arma da fuoco, mentre gli interni da graffiti. Lo stato della collezione era pessimo: i reperti più piccoli erano rimasti per più di quindici anni in depositi con infiltrazioni e accumuli di acqua, mentre i più grandi erano stati lasciati nei loro involucri di legno e cemento senza alcuna ventilazione. Una parte del museo era inoltre stata devastata da incendi che avevano distrutto reperti materiali più fragili, come mappe, fotografie e registri, nonché 45 scatole contenenti oggetti archeologici. Durante la guerra civile, molti reperti furono saccheggiati e messi all'asta, alcuni dei quali sono ora esposti in musei internazionali. La maggior parte dei reperti rubati furono saccheggiati da depositi esterni, principalmente a Biblo e Sidone, dove erano conservati per evitare danni a saccheggi.

### Riapertura e ristrutturazione
I primi progetti per il restauro del museo furono elaborati nel 1992 da Michel Edde, allora Ministro della Cultura e dell'Istruzione. La proposta di rimuovere gli strati di cemento e le teche che proteggevano i tesori nazionali fu inizialmente respinta, poiché il museo non aveva ancora un'infrastruttura necessaria ad impedire ulteriori saccheggi. Nel 1993 il museo aprì le sue porte, nonostante i pesanti danni subiti da molte opere e un edificio non ancora del tutto restaurato.
Dopo anni di lavori, intervallati da temporanee chiusure dell'intero edificio, il museo venne ufficialmente inaugurato il 25 novembre 1997, dall'allora Presidente Elias Hrawi. Nonostante l'apertura, solo alcune parti del piano terra e del seminterrato furono rese accessibili, mentre il resto dell'edificio era ancora in fase di ristrutturazione per soddisfare i requisiti degli standard museologici moderni. Il museo venne nuovamente chiuso al pubblico nel luglio 1998 per ulteriori lavori di restauro, e riaperto l'anno seguente sotto il Presidente Émile Lahoud.
Il restauro del museo è stato guidato dal governo libanese e da varie fondazioni per la salvaguardia del patrimonio artistico, secondo i piani dell'architetto francese Jean-Michel Wilmotte. All'inizio degli anni novanta, il governo libanese iniziò una campagna per recuperare le opere trafugate durante la guerra civile. Grazie alla collaborazione tra le autorità libanesi, l'UNESCO e l'Interpol, è stato possibile identificare numerosi reperti diversi, localizzati in gallerie d'arte e negozi d'antiquariato in diversi Paesi europei. Oltre 5.000 reperti, databili all'epoca fenicia e romana, sono stati recuperati da privati su tutto il territorio libanese. L’iniziativa ha permesso di riportare sotto tutela pubblica numerosi manufatti di rilevante valore storico e archeologico. Nel 2011, il laboratorio di restauro del piano terra è stato trasferito e una nuova sala espositiva, intitolata a Maurice Chehab, è stata aperta al pubblico.

### Riapertura del seminterrato
Nonostante l'inaugurazione del museo, la galleria sotterranea continuava a necessitare di un profondo restauro. Inizialmente prevista per il 2010, l'apertura del seminterrato è stata per molto tempo ritardata per difficoltà tecniche e finanziarie. I lavori di restauro iniziarono nel 2014 su iniziativa del ministro della cultura libanese Rony Araiji e realizzati con il supporto tecnico e finanziario del governo italiano, che ha fornito 1,2 milioni di euro. Il 7 ottobre 2016, il seminterrato fu ufficialmente inaugurato dal primo ministro libanese Tammam Salam, insieme all'allora ministro degli affari esteri e della cooperazione internazionale italiano Paolo Gentiloni.
La galleria sotterranea raccoglie oltre 500 reperti funerari, databili dalla Preistoria fino all'epoca ottomana. La collezione si fregia di 31 sarcofagi antropomorfi risalenti all'epoca fenicia, la più grande collezione di sarcofagi antropomorfi del mondo, e di un affresco datato circa all 440 d.C. raffigurante la Vergine Maria. Si ritiene che l'affresco rappresenti una delle più antiche rappresentazioni di Maria al mondo. Altri reperti unici della collezione sono le 8 mummie maronite naturalmente conservate nelle grotte lungo la valle di Qadisha.

## Architettura
Il museo è stato progettato in stile neoegiziano di ispirazione francese dagli architetti Antoine Nahas e Pierre Leprince-Ringuet, e costruito con pietra calcarea ocra libanese. È composto da un seminterrato, un piano terra, un mezzanino e una terrazza. Il blocco centrale è ricoperto da un tetto in vetro, che garantisce l'illuminazione naturale dall'alto.
L'intera superficie museale si sviluppa in circa 5.500 metri quadri con una superficie espositiva di 6.000 metri quadri. Gli annessi museali e gli uffici amministrativi immediatamente adiacenti occupano circa 1.000 metri quadri.

## Collezioni
Il Museo nazionale di Beirut attualmente espone 1.300 reperti provenienti da una collezione totale di circa 100.000 pezzi archeologici. L'allestimento del museo segue un percorso cronologico che inizia dalla Preistoria e termina con l'epoca ottomana. Il percorso inizia al piano terra con l'esposizione di 83 reperti di grandi dimensioni, tra cui sarcofagi, mosaici, statue e rilievi. Il piano superiore espone 1.243 reperti di piccole e medie dimensioni, disposti in ordine cronologico.

### Preistoria
La collezione comprende manufatti preistorici delle prime comunità di cacciatori-raccoglitori, che spaziano dal dal Paleolitico inferiore (1M–150.000 a.C.) al Neolitico (9000–3200 a.C.). I reperti esposti includono punte di lancia, selci, uncini e ceramiche, perlopiù trovati in grotte e ripari rocciosi in tutto il territorio libanese.

### Età del bronzo
L'Età del bronzo (3200-1200 a.C.) vide la nascita dei primi villaggi fortificati del Libano, lo sviluppo di piccole attività commerciali e marittime e l'invenzione del primo alfabeto al mondo a Biblo. Questa collezione comprende uno dei capolavori del museo: il sarcofago di Ahiram, che contiene il testo più antico del mondo scritto in alfabeto fenicio.
Altri reperti unici della collezione provengono dal Tempio dell'Obelisco a Biblo, come le figurine di Biblo in bronzo dorato e una statuetta del dio Reshep, anch'essa in bronzo dorato. Entrambi sono considerate esemplari unici del loro genere nel Levante. La collezione espone inoltre l’obelisco di Abishemu, uno degli obelischi più antichi scoperti fuori dall'Egitto.

### Età del ferro
L'Età del ferro (1200-333 a.C.) in Libano vide il culmine della civiltà fenicia, che culminò con l'espansione marittima e la trasmissione dell'alfabeto ad altre culture. Durante questo periodo, le città-stato della zona caddero sotto l'egemonia assira, babilonese e persiana. Queste civiltà influenzarono la ceramica fenicia, la gioielleria e la lavorazione dell'avorio, le statue e i sarcofagi.
I pezzi unici di questo periodo includono i vari sarcofagi antropomorfi in marmo bianco della Collezione Ford provenienti da Sidone. Sempre da Sidone provengono anche i vari capitelli ora esposti al museo, nonché le statuette votive in marmo dal Tempio di Eshmun.

### Periodo ellenistico
Con la vittoria di Alessandro Magno sul re persiano Dario III nel 333 a.C. la Fenicia si unì all'impero ellenistico. Dopo la sua morte, prima fu annessa all'Egitto sotto la dinastia tolemaica e, dopo la battaglia di Panion, passò sotto i seleucidi stanziati nell'odierno Iraq. Sotto i seleucidi, i piccoli regnanti locali furono dimessi e alti funzionari di cultura greca furono assegnati alle varie città fenicie.
L'influenza greca, già presente durante il periodo persiano, si rafforzò ulteriormente. Le statuette rinvenute nel santuario fenicio di Kharayeb mostrano l'influenza egea sugli artigiani locali. Questa diffusa ellenizzazione interagiva con il substrato della popolazione semitica locale, che rimaneva fedele ai suoi dei e alla sua lingua.
Tra i reperti ellenistici più rilevanti figurano la tribuna in marmo proveniente dal Tempio di Eshmun, vicino Sidone e risalente circa al 350 a.C., una statua in marmo di Afrodite rinvenuta a Beirut e diverse figurine in terracotta raffiguranti varie divinità greche, scoperte nel sito di Kharayeb. Numerosi esemplari dei cosiddetti Troni di Astarte sono stati inoltre rinvenuti in vari siti del Libano, testimoniando la persistenza del culto locale in epoca ellenistica.

### Periodo romano
Nel 64 a.C., la spedizione militare del generale romano Pompeo pose fine all'anarchia che regnava nell'impero seleucide e la Fenicia entrò a far parte del mondo romano. Guerre civili continuarono tuttavia a sconvolgere la regione fino al 31 a.C. quando, sotto l'imperatore Augusto, la pax romana si estese a tutta l'area. Questo periodo di pace favorì il commercio e, soprattutto, l'arte dell'oreficeria, della lavorazione del vetro, del tessuti e della ceramica.
Tra i manufatti di epoca romana conservati nel Museo nazionale di Beirut si distinguono due sarcofagi rinvenuti a Tiro e databili al II secolo d.C., uno raffigurante scene del mito di Achille. Di particolare pregio sono anche i mosaici raffiguranti leggende come il ratto di Europa o Calliope circondata da sette savi. Da Biblo proviene inoltre una statua in marmo di Igea, mentre da Tiro proviene un busto di Dioniso, databile al III secolo d.C.

### Periodo bizantino
Dopo la morte dell'imperatore Teodosio I nel 395 d.C., l'Impero romano fu diviso in un impero occidentale e uno orientale. Le città libanesi furono annesse a quest'ultimo e si convertirono al cristianesimo, che divenne religione di Stato nel 392 d.C.. I templi pagani furono distrutti secondo gli ordini imperiali, ma culti locali come quello di Adone o di Giove Eliopolitano continuarono a sopravvivere tra la popolazione locale.
Tra i reperti più significativi del periodo bizantino provenienti da Beirut si annovera il mosaico raffigurante la gelosia. Sono inoltre conservati elementi in marmo provenienti dall’arredo di un presbiterio di chiesa e una collezione di monete e gioielli.

### Periodo mamelucco
Nel 637 d.C. il Libano fu interamente conquistato dall'espansione araba. Lo sviluppo delle città costiere, rallentata dopo i terremoti del VI secolo, riprese durante il periodo omayyade. La regione del Libano fu direttamente interessata dai vari cambiamenti dinastici che, dopo gli omayyadi, portarono al potere rispettivamente gli Abbasidi, i Fatimidi, i Selgiuchidi, gli Ayyubidi e i Mamelucchi. Durante questo lungo periodo si diffuse l'Islam e l'arabo divenne la lingua amministrativa principale, sostituendo i dialetti locali. I manufatti del periodo mamelucco (636–1516 d.C.) includono monete, gioielli d'oro e ciotole di terracotta smaltata.